# 新北中纖女子排球隊
新北中纖女子排球隊（英語：CMFC Volleyball），是2012年由中國人造纖維成立的職業球隊，為企業排球聯賽參賽球隊之一。

## 球隊介紹
企業十七年，女子組隊伍中共7名外援，其中來自多明尼加國家女子排球隊、三度征戰過奧運排球賽的Annerys Vargas與來自義大利的Dora Peoria加入中國人纖。
2022年10月7日，中國人纖女排和新北市政府舉行冠名合作記者會，從企業十八年起以「新北中纖女子排球隊」參賽。

同時成立專屬啦啦隊「Power Me Girls」。

## 隊員名單
- 領隊：褚文祺
- 執行教練：張恩崇
- 教練：簡佳慧
- 管理：周玟廷

## 外部連結
- 企業排球聯賽官方網站隊伍介紹 （页面存档备份，存于）
- 中國人纖女排官方粉絲專頁
- 新北中纖女子排球隊的Instagram帳戶